# Majida Issa
Majida Margarita Issa Belloto (San Andrés, 27 de junio de 1981) es una actriz y cantante colombiana, de ascendencia italiana y libanesa.

## Biografía

### Primeros años
Nació el 27 de junio de 1981 en la ciudad de San Andrés, Colombia, en un hogar conformado por sus padres; el libanés Waydi Issa y de la colombiana de origen italiano, Ylia Bellotto, quien es la hermana del actor Miguel Varoni. También son actrices su hermana Jordana Issa, su tía materna María Margarita Giraldo y su abuela materna Teresa Gutiérrez.
Estudió actuación en la Escuela Nacional de Arte Teatral de Bogotá.

### Carrera
Es reconocida por su papel de Yésica Beltrán alías "La Diabla" en las tres temporadas de la exitosa serie Sin senos sí hay paraíso, secuela de la también exitosa serie Sin senos no hay paraiso.
Majida Issa fue una de las invitadas a la decimoprimera edición de los Premios Platino, celebrada la noche del 20 de abril de 2024, en la Riviera Maya en México. Durante la gala, Majida cantó a tres voces con Mariaca Semprún y Ana Guerra.

## Vida personal
Anteriormente estuvo casada con actor cubano Mijail Mulkay y luego con el actor Andrés Sandoval.

## Filmografía

### Televisión
| Año       | Título                              | Personaje                                          | Notas                                                  |
| --------- | ----------------------------------- | -------------------------------------------------- | ------------------------------------------------------ |
| 2005      | Tu voz estéreo                      | Varios personajes                                  | Varios capítulos; Serie tv                             |
| 2006      | Decisiones                          | Varios personajes                                  | Varios capítulos; Serie tv                             |
| 2007-2008 | Pocholo                             | Margarita León                                     | Elenco principal; telenovela                           |
| 2008      | El cartel de los sapos              | Soledad de Cadena                                  | Elenco principal (Temporada 1); telenovela             |
| 2008-2009 | La quiero a morir                   | Yuri Liliana Consuelo Cepeda Saavedra "La Mugrosa" | Protagonista, 128 episodios; telenovela                |
| 2009-2010 | Niños ricos, pobres padres          | Martha Granados                                    | Elenco recurrente; telenovela                          |
| 2010      | Amor sincero                        | Mercedes Doval "Mechi"                             | Elenco principal; telenovela                           |
| 2010      | Los caballeros las prefieren brutas | Lili                                               | Invitada; telenovela                                   |
| 2010      | El clon                             | Rania Castañeda de la Caridad                      | Elenco principal; telenovela                           |
| 2010-2011 | A corazón abierto                   | Rosa María Eva                                     | Invitada; telenovela                                   |
| 2011      | Mujeres al límite                   | Rosalinda/ Lucía                                   | Unitario; Serie tv                                     |
| 2012      | Historias clasificadas              | Beatriz                                            | Episodio: El Mantenido; Serie Web                      |
| 2012-2013 | Corazones blindados                 | Subintendente Diana Ochoa                          | Protagonista, 139 episodios; telenovela                |
| 2012-2013 | Las santísimas                      | Carmen Pulido Ramos                                | Protagonista; telenovela                               |
| 2013      | Casa de reinas                      | Jazmín                                             | Invitada especial; 1 episodio; miniserie               |
| 2014      | Mujeres al límite                   | Miryan López González                              | Unitario; Serie tv                                     |
| 2014      | La ronca de oro                     | Sofía Helena Vargas Marulanda "Helenita Vargas"    | Protagonista; 62 episodios; telenovela                 |
| 2015      | Lady, la vendedora de rosas         | Fátima Tabares                                     | Elenco principal; 78 episodios; Telenovela             |
| 2015-2016 | Las santisimas                      | Carmen Pulido Ramos                                | Elenco principal; Telenovela                           |
| 2016      | Mujeres asesinas                    | Susana "la arrepentida"                            | Actuación secundaria; Serie tv                         |
| 2016-2018 | Sin senos sí hay paraíso            | Yesica Beltrán "La Diabla"                         | Antagonista (Temporada 1-3); 240 episodios. Telenovela |
| 2017      | La luz de mis ojos                  | Faride Bula Chadid                                 | Elenco principal; telenovela                           |
| 2019      | La Guzmán                           | Alejandra Guzmán                                   | Protagonista; 60 episodios. Telenovela                 |
| 2020      | Operación Pacífico                  | Capitán Amalia Ortega                              | Protagonista; 60 episodios. Teleovela                  |
| 2022      | Enfermeras                          | Álex Luján                                         | Protagonista; (Temporada 3) 94 episodios; Telenovela   |
| 2022      | Aló, ¿quién es?                     | Álex Luján                                         | 1 episodio; Serie Web                                  |
| 2022      | Noticia de un secuestro             | Diana Turbay Quintero                              | Elenco principal; 3 episodios; Miniserie               |
| 2022-2023 | Leandro Díaz                        | Nellys Soto                                        | Elenco recurrente; 9 episodios; telenovela             |
| 2024      | La sustituta                        | Eva Cortés Bustacara / Bertha Ríos                 | Protagonista, 51 episodios; Serie TV                   |
| 2025      | La Vorágine                         | Clarita                                            | Elenco Principal; Miniserie                            |

### Cine
| Año  | Título                    | Personaje | Notas |
| ---- | ------------------------- | --------- | ----- |
| 2005 | Mi hermano (corto)        |           |       |
| 2006 | Flores para Ana (corto)   |           |       |
| 2007 | El guapo                  |           |       |
| 2015 | Corazón de león           | Silvana   |       |
| 2017 | Doble                     | Mariana   |       |
| 2017 | Virginia Casta            | Luisa     |       |
| 2023 | Aurora                    | Aurora    |       |
| 2024 | El bolero de Rubén        | Marta     |       |
| 2025 | Rodrigo Branquias (corto) | Liliana   |       |

## Premios y nominaciones

### Premios India Catalina
| Año  | Categoría                              | Telenovela o Serie          | Resultado |
| ---- | -------------------------------------- | --------------------------- | --------- |
| 2013 | Mejor actriz protagónica de telenovela | Corazones blindados         | Ganadora  |
| 2015 | Mejor actriz protagónica               | La ronca de oro             | Ganadora  |
| 2016 | Mejor actriz de reparto de serie       | Lady, la vendedora de rosas | Ganadora  |

### Premios TVyNovelas
| Año  | Categoría                              | Telenovela o Serie          | Resultado |
| ---- | -------------------------------------- | --------------------------- | --------- |
| 2013 | Mejor actriz protagónica de serie      | Corazones blindados         | Ganadora  |
| 2015 | Mejor actriz protagónica de serie      | La ronca de oro             | Ganadora  |
| 2016 | Mejor actriz de reparto de serie       | Lady, la vendedora de rosas | Ganadora  |
| 2017 | Villana Favorita de Serie              | Sin senos sí hay paraíso    | Ganadora  |
| 2018 | Villana Favorita de Telenovela o Serie | Sin senos sí hay paraíso    | Ganadora  |

### Premios Talento Caracol
| Año  | Categoría                | Telenovela o Serie | Resultado |
| ---- | ------------------------ | ------------------ | --------- |
| 2015 | Mejor actriz protagónica | La ronca de oro    | Ganadora  |

### Premios Grammy Latinos
| Año  | Categoría                        | Resultado |
| ---- | -------------------------------- | --------- |
| 2017 | Álbum Música Ranchera / Mariachi | Nominada  |

### Otros premios
- Premios Talento Caracol a mejor Momento: Helenita da su último Concierto La ronca de oro.
- Premios Talento Caracol a mejor Beso (compartido con Diego Cadavid) por La ronca de oro .
- Premios Tu Mundo 2017: La Mala Más Buena Sin senos sí hay paraíso